# Sega Saturn
Sega Saturn (яп. セガサターン, Сега Сата: н) — це 32-бітна ігрова консоль п'ятого покоління, яка була розроблена Sega і випущена 22 листопада 1994 року в Японії, 11 травня 1995 в Північній Америці і 8 липня 1995 в Європі як наступник успішної Sega Mega Drive (в Америці Genesis), Сатурн має архітектуру два центральні і вісім допоміжних процесорів. Ігри були в форматі CD-ROM, сама бібліотека містить кілька портів з аркадних автоматів, а також кілька ексклюзивів.
Розвиток Sega Saturn почався в 1992 році, коли компанія Hitachi випустила новий процесор SH-2, який мав стати центральним у кількості двох штук. Розроблена навколо нового процесора від японської електроніки компанії Hitachi, інший процесор відеодисплея був включений в конструкцію системи на початку 1994 року, щоб краще конкурувати з майбутнім PlayStation від Sony. Сатурн спочатку був успішним в Японії, але не продавати у великих кількостях в Сполучених Штатах після того, як анонс, в травні 1995 року запуску, за чотири місяці до дати його провели запуск, щоб випередити PlayStation випуск якої відбувся через 6 тижнів після Сатурн. Після дебюту Nintendo 64 наприкінці 1996 року Сатурн швидко втратив частку ринку в США, де вона була припинена в 1998 році, після продажу 9,26 мільйона одиниць у всьому світі, Sega Saturn вважається комерційним провалом. Провал також можна назвати причину через те, що Sega не випустила повноцінну гру серії Sonic The Hedgehog (серія), відомої в розвитку як Sonic X-Treme, було розглянуто фактор в низькій продуктивності консолі.
Хоча Сатурн має кілька добре зарекомендував ігор, в тому числі і Nights into Dream..., серія Panzer Dragon та серія Virtua Fighter, його репутація змішана через його складне апаратурне оформлення і обмеженою підтримку третьої сторони. Управління Сеги була піддана критиці за його прийняття рішень в процесі розробки і припинення системи.

## Історія

### Нове покоління
У 1993 році коли конкурувало четверте покоління приставок, а саме SNES і Sega Mega Drive (у США відома як Genesis), виходить перша відома консоль під назвою 3DO, SEGA тоді не боялася конкуренції, навіть не дуже успішний Sega Mega-CD (у США просто Sega-CD). Насправді тоді вже повідомила що вже готова нова 32 бітна приставка тоді ще під кодовою назвою Project Avrora. Але це ще не все тоді на той момент компанія розроблювала аж 4 проекти які їх назва носила планет сонячних систем. Вони називалися Mars, Jupiter, Neptun і Saturn, доля цих всіх проектів була провальним.
Mars був перейменований в 32X він був випущений через 10 днів після Sega Saturn, але закінчене виробництво закінчилося через 2 роки у 1996 році. Носій в аддона міг бути як картридж так і CD. Останній відповідно треба би був Sega Mega-CD, Sega Mega Drive, відповідно і Sega 32X. Neptun був 32X і Sega Mega Drive в одному корпусі диски до нього не передбачено і автоматично ігри під 32X на дисках зразу ідуть в сторону. Ця приставка мала вийти в 1996 році, але Sega скоро скасовує проект існують прототипи і навіть корпус який на ньому нічого не було. Jupiter мав працювати виключно на картриджах, але, не доживши до стадії прототипу, він скасовується.
Таким чином Saturn є для компанії оптимальним рішенням Nintendo лише тільки розробляла нову консоль, а 3DO продається погано. Після того як Sega дізналася що Nintendo посварилася з Sony і вона може випустити свій PlayStation, Sega приймає кардинальне рішення, додає другий процесор, оскільки PlayStation все-таки був по характеристиках кращий, ніж Saturn від Sega. Також коли вже анонсували PlayStation то Sega змінює дату виходу за 3 тижнів до PlayStation виходить Saturn і половина ігор не встигають до релізу.

### Розробка
Команда Away Team в Sega, що складається з 27 співробітників, включаючи інженерів, розробників і маркетологів, протягом двох років працювали виключно над тим, щоб Sega Saturn в точності задовольняла вимогам як американського так і японського ринку. Saturn була досить потужною системою для того часу, але її архітектура, з двома центральними і шістьма периферійними процесорами, робила виключно складним використання цієї потужності. Ходили чутки, що спочатку система мала лише один центральний процесор (надає відмінні можливості для 2D-графіки, але з обмеженою 3D-графікою), але пізніше був доданий другий, для збільшення продуктивності 3D.
Розробка третіми фірмами була ускладнена, оскільки спочатку не було надано необхідних бібліотек і засобів розробки, що вимагало від розробників написання коду на мові асемблера, для досягнення потрібної продуктивності. Часто програмісти використовували лише один центральний процесор, для спрощення розробки — наприклад, як у Alien Trilogy.
Основний недолік архітектури з двома ЦП було в тому, що обидва процесора використовували одну шину даних і одну спільну пам'ять в 2 Мбайт (не враховуючи 4 Кбайт пам'яті всередині чипу). Це означало, що якщо не зробити дуже акуратне поділ обробки між процесорами, то велика ймовірність, що другий ЦП буде простоювати, чекаючи поки перший ЦП закінчить роботу, що сильно знижує продуктивність системи. Saturn була досить складною та дорогою у виробництві]]У апаратної частини системи сильно не вистачало спеціалізованих засобів для обробки освітлення і для декомпресії відео. Тим не менш, при правильному використанні двох процесорів, Saturn демонстрував вражаючі результати, такі як порти Quake та Duke Nukem 3D від Lobotomy Software, випущені в 1997 році, а також пізніші гри, як Burning Rangers, в якій були присутні ефекти напівпрозорості.
З точки зору ринку, проблеми складності архітектури Saturn означали, що приставка швидко втратила підтримку з боку третіх фірм. На відміну від PlayStation, що оперує трикутниками як базовими геометричними примітивами, Saturn перетворювали чотирикутники. Це створювало перешкоду для переходу на Saturn, оскільки основні інструменти, що використовуються в індустрії, ґрунтувалися на трикутниках; багатоплатформенні ігри також будувалися на основі трикутників, маючи на увазі можливість перенесення на PlayStation з її широким ринком.
При правильному використанні, заснований на чотирикутники рендеринг у Saturn, давав менше спотворень текстур, ніж той що використовувався в іграх PlayStation. Апаратна частина, націлена на чотирикутники, і на 50 % більший об'єм відеопам'яті також давав Saturn перевагу в 2D-іграх, що привернуло багатьох розробників RPG, аркад і інших традиційних двовимірних ігор. Для системи було випущено два модулі розширення пам'яті — один від SNK на 1 Мбайт для гри King of Fighters '96, а другий від Capcom на 4 Мбайт для X-Men vs. Street Fighter. Обидві компанії були до цього добре відомі своїми двовимірними файтинга, і багато їхніх наступні гри використовували випущені ними модулі пам'яті.

## Технічні характеристики
- Процесори:

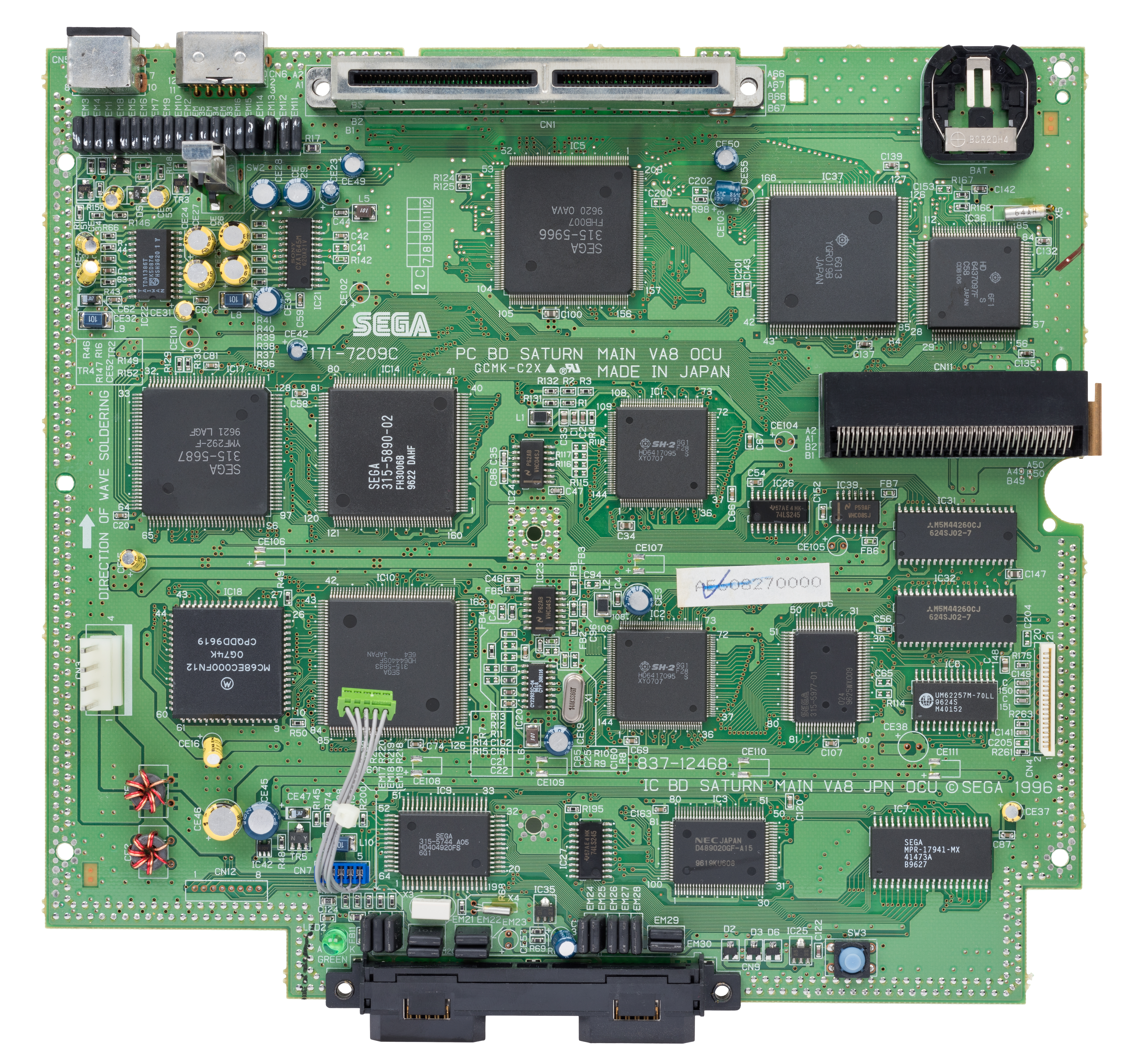

  - Два центральних процесора: Hitachi SuperH SH-2 7604, 32-біт, RISC, тактова частота 28,63 МГц; в кожному є кеш-пам'ять на 4 Кбайт, з якої 2 Кбайт може бути адресовано безпосередньо
  - Контролер CD-приводу: окремий 32-розрядний RISC-процесор SH-1
  - Відеопроцесор VDP 1 власної розробки, на частоті 7,1590 МГц для NTSC і 6,7116 МГц для PAL
  - Відеопроцесор VDP 2 власної розробки, на частоті 7,1590 МГц для NTSC і 6,7116 МГц для PAL
  - Saturn Control Unit (SCU) власної розробки з цифровим сигнальним процесором для геометричної обробки і контролером прямого доступу до пам'яті, на частоті 14,3 МГц
  - Звуковий контролер Motorola 68EC000, на частоті 11,3 МГц
  - Звуковий DSP-процесор Yamaha FH1 — «Sega Custom Sound Processor» (SCSP) на частоті 22,6 МГц
  - «System Manager & Peripheral Control» (SMPC) — Hitachi 4-bit MCU
- Пам'ять
  - 1 Мбайт SDRAM
  - 1 Мбайт DRAM, об'єднана з SDRAM для отримання 2 Мбайт оперативної пам'яті
  - 1,5 Мбайт відеопам'яті
  - 4 Кбайт колірної пам'яті всередині чипу VDP2
  - 512 Кбайт аудіо-пам'яті
  - 512 Кбайт кешу CD
  - 32 Кбайт енергонезалежної пам'яті DRAM з живленням від батарейки
  - 512 Кбайт системної постійної пам'яті
- Система зберігання
  - CD-привід подвійної швидкості
- Введення / висновок
  - Порти контролерів: два 7-розрядних двонаправлених паралельних порту
  - Високошвидкісний послідовний комунікаційний порт
  - Роз'єм картриджа
  - Внутрішній порт розширення для підключення MPEG-карти
  - Композитні роз'єми відео / стерео
  - NTSC / PAL RF
  - S-Video
  - RGB
  - EDTV
  - Hi-Vision
- Джерела живлення
  - Блок живлення: AC100 60 Гц (Японія), AC120 60 Гц (США), AC240 50 Гц (Європа)
  - 3-вольта літієва батарейка — для незалежної пам'яті і годинника реального часу
  - Енергоспоживання: 25 Вт
- Розміри: 260 × 230 × 83 мм

## Додаткові можливості
Крім програвання ігор, всі моделі Saturn могли програвати аудіо-CD і CD + G диски. Sega також пропонувала диск з програмою, яка використовувалася для перегляду PhotoCD. Sega, JVC і Hitachi випустили апаратний модуль, що дозволяє використовувати приставку для програвання VideoCD. Крім того, JVC випускала такий VideoCD-модуль, що дозволяє переглядати PhotoCD, що робило непотрібним окремий програмний диск. Також Saturn міг розуміти[що це?] піратські диски без ніякої чиповки і видавати за ліцензійний, достатньо взяти ліцензійний диск а потім коли закінчиться заставка скоро замінити на піратський.

## Різні модифікації

### H Saturn
Sega Saturn крім того що мав два моделі до і середини 1996 року компанії партнери також не сиділи просто так. Компанія Hitachi яка виробляє процесори для Сатурна зробила дві моделі, які отримали назву H Saturn. Перша модель була звичайною але відрізняло заставка на екрані. Друга модель спеціальна для автомобілів який можна було приєднати маленький екран та грати.

### Victor Saturn (V Saturn)
Компанія JVC теж зробила свою модифікацію яка отримала назву Victor Saturn скорочено V Saturn. Вона нічого не відрізнялось від аналога від Sega, за виключенням що всі два моделі були матові, при тому що перша модель від Sega була глянцевою.

### Samsung Saturn
А місцевий Корейський дистриб'ютор Samsung випустила свою модифікацію Samsung Saturn. Вона була ідентичною копією Sega Saturn.
Всі ці моделі частково або повністю ідентичні Sega Saturn. Вони вміють читати диски від оригінальної приставки та контролери все від Sega.